# Klášter La Ferté

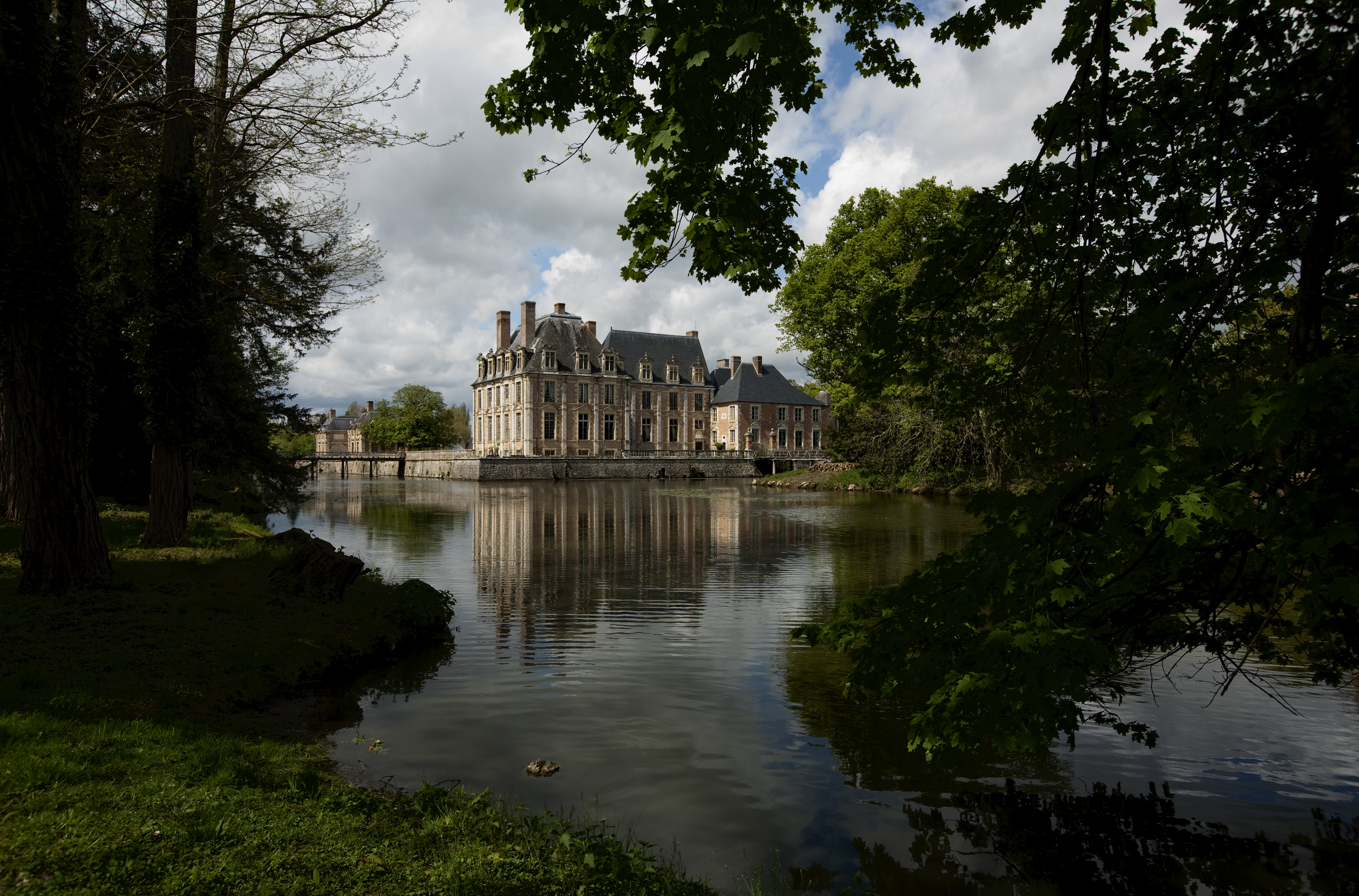
Rezidence opata, přeměněná na zámek. Jediný pozůstatek někdejšího kláštera.

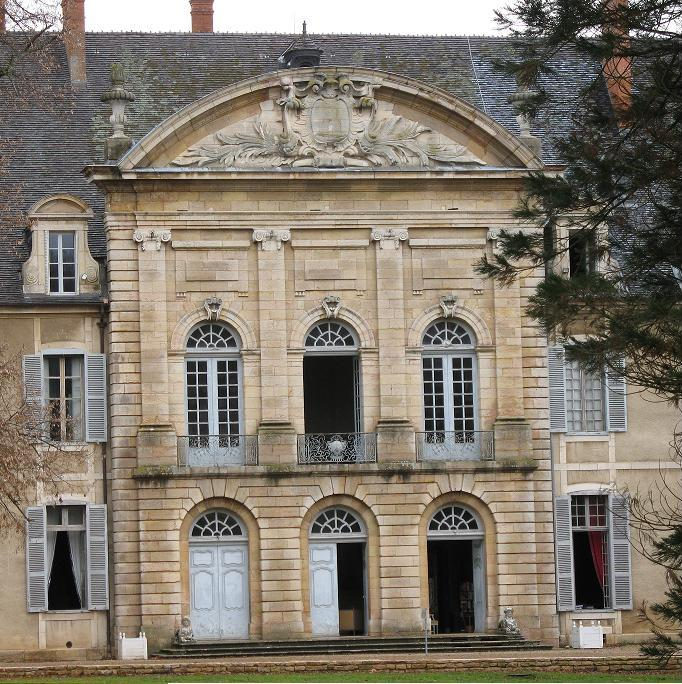
Bývalá rezidence opata, dnes Château de la Ferté.

La Ferté (francouzsky Abbaye de la Ferté; latinsky Firmitas) bylo cisterciácké opatství, založené v roce 1113 v La Ferté-sur-Grosne v dnešní komuně Saint-Ambreuil, v departmentu Saône-et-Loire ve Francii. Bylo prvním ze čtyř velkých fundací kláštera v Citeaux (v němž se z benediktýnského řádu odštěpili cisterciáci), které měly zásadní vliv na šíření cisterciáckého mnišství, společně s kláštery Pontigny na západě, Clairvaux na severu a Morimond na východě. Konvent byl rozpuštěn v roce 1791.

## Historie
Klášter byl založen v roce 1113, Štěpánem Hardingem jako první dceřiná fundace opatství v Citeaux, mateřské instituce cisterciáckého mnišství. Společně s kláštery Morimond, Clairvaux a Pontigny, byl jedním ze čtyř základních klášterů cisterciáckého řádu, ze kterých následně vzešly všechny ostatní. Stál v divočině mezi lesem Bragny a bažinou kolem řeky Grosne.
Díky štědrosti svých donátorů záhy velmi zbohatl. Jednalo se především o burgundské vévody a lokální šlechtu, např. rodinu Gros de Branicorn.
Mezi lety 1165 a 1166 byl obsazen v důsledku sporů mezi burgundským vévodou Hugem III. a hrabaty Gerardem z Mâcon a Williamem z Chalon.
Budovy konventu prošly ve 13. století přestavbou.
V roce 1362 byl klášter napaden a dobyt potulnými bandity známými jako Tard-Venus. V roce 1415 byl opevněn, ale to nezabránilo jeho opětovnému vyrabování v letech 1562 a 1567. V roce 1570 byl vypálen protestantskými jednotkami Gasparda de Coligny. Jediné přeživší budovy byly kostel, sakristie a kapitulní síň. Opat François de Beugre obdržel v roce 1574 povolení k prodeji klášterních pozemků, k uhrazení rekonstrukce opatství. Poslední opravy (stavba dormitáře) byly dokončeny za jeho nástupce Yves Sauvageota, začátkem 17. století.
V roce 1682 zrekonstruoval opat Claude Petit budovu samotného opatství a kláštera, přičemž byly zbořeny hradby a zasypán obranný příkop. Další práce byly provedeny za opata François Filzjean de Chemilly, kolem roku 1760 - jednalo se především o přůčelí opatovy residence.
Poslední opat Antoine-Louis Desvignes de la Cerve pověřil novou výzdobou interiéru kláštera místního architekta Rameaua, za což mu garantoval penzi.
Konvent byl rozpuštěn v roce 1791 v průběhu Francouzské revoluce. Tehdy již čítal pouze 14 mnichů, některé budovy byly obývány dělníky a jiné ženami pracujícími v nedaleké továrně na bavlnu. Budovy byly prodány jako národní jmění a včetně kostela převážně zničeny.

## Současnost
Jedinou dodnes stojící připomínkou někdejšího kláštera je rezidence opata, pocházející ze 17. století, známá jako Château de la Ferté, stojící na mírné vyvýšenině s dvoupodlažním centrálním palácem se třemi arkýři, dvěma postranními křídly se čtyřmi arkýři a rohovými bloky s dvěma arkýři. V budově se nachází původní klášterní refektář a od roku 1993 nese označení Monument historique.

## Klášterní fundace
Klášter La Ferté byl přímým zakladatelem pěti dceřiných opatství.
- Maizières ve Francii
- Tiglieto v Itálii
- Lucedio v Itálii
- Barona v Itálii
- St. Sergius v Libanonu